# Paradiarsia punicea
Paradiarsia punicea là một loài bướm đêm trong họ Noctuidae.